# Петринюк, Василий Андреевич
Василий Андреевич Петринюк (род. 20 июля 1952) — руководитель сельскохозяйственных предприятий, доктор экономических наук (2006), Герой Украины (1999). Заслуженный работник сельского хозяйства Украины (1997).

## Биография
Родился 20 июля 1952 года в с. Огрызковцы Лановецкого района Тернопольской области.
Беспартийный, образование высшее — окончил Шепетовский сельскохозяйственный техникум (1970), бухгалтер и Тернопольский финансово-экономический институт (1976), экономист.
В период с ноября 1970 года по ноябрь 1971 года служил в Советской Армии.
Работал:
- бухгалтером колхоза «Рассвет» Лановецкого района Тернопольской области,
- старшим юрисконсультом межколхозной юридической группы Белогорского района Хмельницкой области,
- главным бухгалтером Белогорского райсельхозуправления,
- председателем колхоза «Красная звезда» (пгт Ямполь Белогорского района),
- 1-м секретарем Теофипольского РК КПУ Хмельницкой области.

С 1992 года — председатель колхоза «Труд» (позже — крестьянское хозяйство «Полква», с 2001 года — фермерское хозяйство «Огайо») в с. Новоставцы Теофипольского района Хмельницкой области.
В настоящее время — генеральный директор ООО «Старт», проживает в поселке Теофиполь Хмельницкой области.

## Награды и звания
- Герой Украины (с вручением ордена Державы; 21.08.1999 — за выдающийся личный вклад в организацию и обеспечение получения высоких показателей по производству сельскохозяйственной продукции, развитие социальной сферы)[3].
- Награждён орденом Святого равноапостольного князя Владимира и орденом Нестора Летописца УПЦ.
- Награждён Почётной грамотой Кабинета Министров Украины (2002).
- Заслуженный работник сельского хозяйства Украины (18.10.1997)[4].